# Île McAlmon
L'île McAlmon est une île canadienne située dans le comté de Kent, à l'est du Nouveau-Brunswick. Elle est située dans la rivière Richibouctou, face au village de Rexton; elle est toutefois comprise administrativement dans la paroisse de Richibouctou. L'île a une superficie d'environ un hectare.